# ویشرودا
ویشرودا (به آلمانی: Wischroda) یک منطقهٔ مسکونی در آلمان است که در ان در پوستسترابی واقع شده‌است. ویشرودا ۴۹۶ نفر جمعیت دارد.